# Damian Rhodes
Damian Rhodes (* 28. Mai 1969 in Saint Paul, Minnesota) ist ein ehemaliger US-amerikanischer Eishockeytorwart, der von 1991 bis 2002 für die Toronto Maple Leafs, Ottawa Senators und Atlanta Thrashers in der National Hockey League spielte.

## Karriere
Damian Rhodes begann seine Karriere 1985 an der Highschool bei den Richfield Spartans und spielte zwei Jahre für das Team. Im NHL Entry Draft 1987 wurde er von den Toronto Maple Leafs in der sechsten Runde an Position 112 ausgewählt. Er ging aber erst einmal auf die Michigan Technological University und spielte drei Jahre für die Collegemannschaft.
Im Herbst 1990 wechselte Rhodes in die AHL zu den Newmarket Saints, dem Farmteam von Toronto. Er hatte keine gute Saison, durfte aber ein Spiel bei den Maple Leafs in der NHL bestreiten, wo er nur einen Gegentreffer kassierte.
In den folgenden zwei Jahren bekam er aber keine Einsätze in der NHL und spielte weiter beim Farmteam, das mittlerweile St. John’s Maple Leafs hieß. Dort brachte er überzeugende Leistungen und schaffte es in der Saison 1993/94 in den NHL-Kader, wo er 22 Spiele als Back-up-Goalie von Félix Potvin bestritt. Diese Rolle nahm er auch noch weitere eineinhalb Jahre ein, ehe er am 23. Januar 1996 erst gemeinsam mit Ken Belanger zu den New York Islanders und am selben Tag weiter zu den Ottawa Senators transferiert wurde.
Dort übernahm er die Rolle des Stammtorhüters. Im Sommer 1996 kam mit Ron Tugnutt ein weiterer Torhüter ins Team, mit dem er sich fortan die Einsätze teilte. 1998/99 hatte er seine beste Saison in Ottawa, da er zum ersten Mal mit dem Team, das erst sechs Jahre zuvor gegründet wurde, mehr Spiele gewann als er verlor. Auf 22 Siege kamen 13 Niederlagen.
Im Sommer 1999 wurde er zu den Atlanta Thrashers transferiert, die vor ihrer ersten Saison in der NHL standen. Zwar setzte das Team insgesamt fünf Torhüter im Laufe der Saison ein, aber im Grunde waren Rhodes und Norm Maracle die Stammtorhüter. Doch da neue Teams meistens mehrere Jahre brauchen, um in der NHL mithalten zu können, verlief die Saison für Rhodes nicht besonders gut und er konnte nur sehr wenige Spiele gewinnen, außerdem fiel er wegen einer Verletzung länger aus. In der Saison 2000/01 teilte er sich mit Milan Hnilička die Einsätze und spielte die folgende Saison aber nur noch als Back-up-Goalie.
Im Sommer 2002 schaffte Rhodes nicht den Sprung in den NHL-Kader der Thrashers, da er sich einer Operation eines Leistenbruchs unterziehen musste. Er spielte während der Saison 2002/03 in der AHL bei den Lowell Lock Monsters und in der East Coast Hockey League bei den Greenville Grrrowl. Seine letzte Saison absolvierte er 2003/04, als er für Lowell nochmal sieben Spiele spielte. Danach beendete er seine Karriere.

## Besonderes
Damian Rhodes ist der erste Torhüter der NHL, der in einem Spiel einen Shutout schaffte und ein Tor erzielte. Am 2. Januar 1999 stand es 1:0 für die Ottawa Senators gegen die New Jersey Devils, als eine Strafe gegen Senators angezeigt wurde und New Jerseys Torhüter Martin Brodeur das Feld verließ, um einen weiteren Feldspieler einzuwechseln. Ein Spieler der Devils, der sich im Drittel des Senators befand, wollte den Puck zu einem Mitspieler an die Blueline zurückspielen, doch der Puck verpasste den Mitspieler und landete im eigenen Tor. Da Rhodes als letzter Spieler der Senators den Puck berührt hatte, wurde ihm das Tor gutgeschrieben. Das Spiel endete mit 6 zu 0.